# (5721) 1984 SO5
(5721) 1984 SO5 là một tiểu hành tinh vành đai chính. Nó được phát hiện bởi Henri Debehogne ở Đài thiên văn La Silla ở Chile ngày 18 tháng 9 năm 1984.